# Río de Agres
Río de Agres är ett vattendrag i Spanien.   Det ligger i provinsen Provincia de Alicante och regionen Valencia, i den östra delen av landet, 300 km sydost om huvudstaden Madrid.